# Línea 65 (EMT Madrid)
La línea 65 de la EMT de Madrid une la plaza de Jacinto Benavente con la Colonia Gran Capitán (distrito Latina).

## Características
Esta línea une el eje de la carretera de Boadilla del barrio de Campamento, con el barrio de Batán, la Casa de Campo.

### Frecuencias
| Lunes a viernes laborables |               |
| De 6:00 a 9:00             | 10-20 minutos |
| De 9:00 a 20:00            | 10-13 minutos |
| De 20:00 a 23:00           | 12-18 minutos |
| Sábados laborables         |               |
| De 6:00 a 10:00            | 12-22 minutos |
| De 10:00 a 22:00           | 12-17 minutos |
| De 22:00 a 23:00           | 14-25 minutos |
| Domingos y festivos        |               |
| De 7:00 a 9:00             | 15-30 minutos |
| De 9:00 a 22:00            | 12-19 minutos |
| De 22:00 a 23:00           | 18-25 minutos |

### Material asignado
MAN NL313F GNC Castrosua CS40 City II 872x (2019)
Scania New City 228x (marzo de 2020)

## Recorrido y paradas
NOTA: Debido a las obras de soterramiento de la autovía A-5, las paradas sombreadas en naranja sustituyen a aquellas sombreadas en rojo, desde el 15 de enero de 2025 hasta fin de obras.

### Sentido Colonia Gran Capitán
La línea parte de las dársenas de la Plaza de Jacinto Benavente, de la cual sale por la calle de la Concepción Jerónima, que recorre entera, siguiendo al final de la misma de frente por la calle Tintoreros hasta la Plaza de la Puerta Cerrada.
En dicha plaza, la línea sale por la calle Segovia, que recorre entera saliendo del centro de Madrid por el Puente de Segovia sobre el río Manzanares. Al otro lado del puente sube por el Paseo de Extremadura, recorriendo la parte urbana y posteriormente incorporándose a la parte en que el paseo se convierte en la A-5, circulando hasta la segunda salida del barrio de Batán, en la que se incorpora a la calle Villamanín.
Al final de la calle Villamanín, la línea pasa junto a la estación de Batán y toma el Camino Viejo de Campamento, por el que circula junto a la vía del tren hasta llegar al intercambiador multimodal de la estación de Casa de Campo. En esta plaza toma la calle San Manuel y sale de nuevo a la A-5.
Circula por esta autovía hasta la salida de Boadilla del Monte, donde se incorpora a la carretera de Boadilla del Monte (M-511) recorriendo todo el tramo urbano de la misma. Al final de este tramo, en la rotonda situada bajo la carretera M-502, sale por la misma en dirección a Aluche, circulando hasta las inmediaciones de la estación de Colonia Jardín, donde gira a la derecha para tomar la calle Sanchidrián.
Circula por la calle Sanchidrián dentro ya de la Colonia Gran Capitán hasta la intersección con la calle Adanero, girando por la misma, donde tiene su cabecera.
En su recorrido entre la carretera de Boadilla del Monte y la estación de Colonia Jardín, se adentra en el término municipal de Pozuelo de Alarcón dado que dicha rotonda se encuentra en el mismo. Sin embargo a pesar de encontrarse 2 paradas de autobuses interurbanos en la misma, no efectúa parada en ellas dado que se encuentran en la zona tarifaria B1.
| Código | Parada                                 | Común con                                                                                     | Conexiones con Metro y Metro Ligero | Otros |
| ------ | -------------------------------------- | --------------------------------------------------------------------------------------------- | ----------------------------------- | ----- |
| 1918   | BENAVENTE                              | 6 26 32                                                                                       |                                     |       |
| 2247   | Puerta Cerrada                         | 31 50                                                                                         |                                     |       |
| 2249   | Plaza de la Paja                       | 31 50                                                                                         |                                     |       |
| 2251   | Cuesta de la Vega                      | 31 50                                                                                         |                                     |       |
| 2253   | Puente de Segovia                      | 31                                                                                            |                                     |       |
| 871    | Puente de Segovia-Paseo de Extremadura | 31 33 36 39 158                                                                               |                                     |       |
| 873    | Puerta del Ángel                       | 31 33 36 39 158                                                                               | Puerta del Ángel                    |       |
| 875    | Paseo de Extremadura-Guadarrama        | 31 33 36 39                                                                                   |                                     |       |
| 877    | Paseo de Extremadura-Albéniz           | 31 33 36 39                                                                                   |                                     |       |
| 879    | Alto de Extremadura                    | 31 33 36 39                                                                                   | Alto de Extremadura                 |       |
| 881    | Paseo de Extremadura-El Greco          | 36 39 511 512 513 514 516 518 521 522 523 524 525 528 534 538 539 541 545 546 547 548 551 581 |                                     |       |
| 882    | Paseo de Extremadura-Villamanín        | 36 39                                                                                         |                                     |       |
| 884    | Surbatán                               | 36 39                                                                                         |                                     |       |
| 2255   | Higueras                               | 31 36 39 158                                                                                  |                                     |       |
| 51130  | Cebreros-Higueras                      | 36                                                                                            | Lucero                              |       |
| 51129  | Cebreros-Sepúlveda                     | SE3                                                                                           |                                     |       |
| 2625   | Villamanín                             |                                                                                               |                                     |       |
| 2626   | Batán                                  | SE3                                                                                           | Batán                               |       |
| 2628   | Camino de Campamento-Villagarcía       | 55 SE3                                                                                        |                                     |       |
| 2630   | Camino de Campamento-Colonia Lourdes   | 55 SE3                                                                                        |                                     |       |
| 2632   | Camino de Campamento-San Roberto       | 55 SE3                                                                                        |                                     |       |
| 5336   | Casa de Campo                          | 55 SE3                                                                                        | Casa de Campo                       |       |
| 3877   | Carretera de Boadilla-Villaviciosa     |                                                                                               |                                     |       |
| 2636   | Carretera de Boadilla-Mirlo            |                                                                                               |                                     |       |
| 2637   | Carretera de Boadilla-Galicia          |                                                                                               |                                     |       |
| 2638   | Carretera de Boadilla-Centro Cultural  |                                                                                               |                                     |       |
| 5325   | Colonia Jardín                         | H                                                                                             | Colonia Jardín                      |       |
| 2641   | Sanchidrián                            |                                                                                               |                                     |       |
| 2643   | GRAN CAPITÁN (C/ Adanero, 1)           |                                                                                               |                                     |       |

### Sentido Plaza de Jacinto Benavente
El recorrido de vuelta es igual al de ida pero en sentido contrario con algunas salvedades:
- Al terminar su recorrido por la calle Sanchidrián, sigue de frente por la calle Villaviciosa hasta el final de ésta saliendo a la carretera de Boadilla del Monte muy cerca del enlace con la A-5. No circula por tanto por la carretera M-502 ni tiene paradas en el tramo urbano de la carretera de Boadilla del Monte.
- Al final de su recorrido por la calle Tintoreros, la línea circula por la calle Colegiata hasta llegar a la Plaza de Tirso de Molina, donde toma la calle Doctor Cortezo que desemboca en la Plaza de Jacinto Benavente, la cabecera de la línea.

| Código | Parada                                       | Común con           | Conexiones con Metro y Metro Ligero | Otros |
| ------ | -------------------------------------------- | ------------------- | ----------------------------------- | ----- |
| 2643   | GRAN CAPITÁN (C/ Adanero, 1)                 |                     |                                     |       |
| 2642   | Sanchidrián                                  |                     |                                     |       |
| 2640   | Colonia Jardín                               |                     | Colonia Jardín                      |       |
| 2644   | Villaviciosa-Galicia                         |                     |                                     |       |
| 2645   | Villaviciosa-Carabias                        |                     |                                     |       |
| 51164  | Ctra. Boadilla del Monte-Sedano              |                     |                                     |       |
| 51165  | Ctra. Boadilla del Monte-Galicia             |                     |                                     |       |
| 51166  | Ctra. Boadilla del Monte-Mirlo               |                     |                                     |       |
| 51167  | Ctra. Boadilla del Monte-Carabias            |                     |                                     |       |
| 51161  | Villaviciosa-Carabias                        |                     |                                     |       |
| 51162  | Villaviciosa-Galicia                         |                     |                                     |       |
| 51163  | Carretera Cabaranchel a Aravaca-Villaviciosa |                     |                                     |       |
| 3592   | Avenida de los Poblados-Empalme              | 36 H                | Empalme                             |       |
| 1479   | Valmojado-Camarena                           | 138                 |                                     |       |
| 1477   | Valmojado-Seseña                             | 138                 |                                     |       |
| 2635   | Casa de Campo                                | 55                  | Casa de Campo                       |       |
| 2633   | Camino de Campamento-San Roberto             | 55                  |                                     |       |
| 2631   | Camino de Campamento-Colonia Lourdes         | 55                  |                                     |       |
| 2629   | Camino de Campamento-Villagarcía             | 55                  |                                     |       |
| 2627   | Batán                                        | 33                  | Batán                               |       |
| 2305   | Villamanín                                   | 33                  |                                     |       |
| 2306   | Surbatán                                     | 33                  |                                     |       |
| 883    | El Olivillo                                  | 33 36 39            |                                     |       |
| 911    | Avenida de Portugal                          | 33 36 39            |                                     |       |
| 51128  | Cebreros-Sepúlveda                           | 33                  |                                     |       |
| 51131  | Cebreros-Higueras                            | 33 36               | Lucero                              |       |
| 2256   | Higueras                                     | 31 33 36 39         |                                     |       |
| 880    | Alto de Exremadura                           | 31 33 36 39         | Alto de Extremadura                 |       |
| 878    | Paseo de Extremadura-Albéniz                 | 31 33 36 39         |                                     |       |
| 876    | Paseo de Extremadura-Guadarrama              | 31 33 36 39         |                                     |       |
| 874    | Puerta del Ángel                             | 31 33 36 39 158     | Puerta del Ángel                    |       |
| 872    | Puente de Segovia-Paseo de Extremadura       | 31 33 36 39 138 158 |                                     |       |
| 2254   | Puente de Segovia                            | 31 50               |                                     |       |
| 2252   | Cuesta de la Vega                            | 31 50               |                                     |       |
| 2250   | Plaza de la Paja                             | 31 50               |                                     |       |
| 2248   | Puerta Cerrada                               | 31 50               |                                     |       |
| 4038   | Tirso de Molina                              | 50 002 M1 M3        | Tirso de Molina                     |       |
| 1918   | BENAVENTE                                    | 6 26 32             |                                     |       |

## Galería de imágenes

Plano de la Plaza de Jacinto Benavente con las líneas de autobús que por ella pasan, incluyendo la línea 65.